# Bolbitis vanuaensis
Bolbitis vanuaensis är en träjonväxtart som beskrevs av Garth Brownlie.
Bolbitis vanuaensis ingår i släktet Bolbitis och familjen Dryopteridaceae. Inga underarter finns listade i Catalogue of Life.